# Secretaris-generaal van de Koreaanse Arbeiderspartij
De secretaris-generaal van de Koreaanse Arbeiderspartij (Koreaans: 조선로동당 총비서) is de leider van de Koreaanse Arbeiderspartij (CND), de partij die sinds de oprichting van de Democratische Volksrepubliek Korea (Noord-Korea) in de 1948 ononderbroken aan de macht is. De secretaris-generaal wordt voor een termijn van vijf jaar gekozen door de leden van het Congres. De secretaris-generaal is naast partijleider ook voorzitter van de Centrale Militaire Commissie, lid van het Secretariaat, Politbureau en het Presidium van het Politbureau van de Koreaanse Arbeiderspartij. Daarnaast bekleedt de secretaris-generaal verschillende staatsfuncties: president van Staatszaken (d.w.z. staatshoofd) en opperbevelhebber van de strijdkrachten.

## Geschiedenis
Op 13 oktober 1945 werd het Noord-Korea Bureau van de Communistische Partij van Korea opgericht met Kim Il-sung (1912-1994) als voorzitter. In 1946 kreeg het noordelijk deel van het Koreaans schiereiland een zelfstandige communistische partij onder de naam Noord-Koreaanse Arbeiderspartij. Kim Tu-bong (1889-1958) werd de leider van deze partij met de titel voorzitter van het Centraal Comité. Nadat Noord-Korea onder de naam Democratische Volksrepubliek Korea in 1948 een zelfstandig land werd, werd de huidige partijnaam, Koreaanse Arbeiderspartij, aangenomen (1949) en werd Kim Il-sung voorzitter van het Centraal Comité. Op 11 oktober 1966 werd het voorzitterschap van het Centraal Comité afgeschaft als betiteling voor de partijleider en vervangen door dat van secretaris-generaal van het Centraal Comité. Deze nieuw gecreëerde functie kwam echter in handen van Kim Il-sung, dus buiten het feit dat de titel voor partijleider anders ging klinken, veranderde er feitelijk niets. Na het overlijden van Kim Il-sung in 1994, was de functie van secretaris-generaal tot 8 oktober 1997 vacant. Provinciale partijorganisaties adviseerde de partijleiding in september 1997 om Kim Jong-il (1941-2011), de zoon van de overleden Kim Il-sung, tot secretaris-generaal voor te dragen. Op 8 oktober 1997 werd Kim Jong-il door een gezamenlijke sessie van het 8e Centraal Comité en de 6e Centrale Militaire Commissie benoemd tot secretaris-generaal. Tijdens de 3e Partijconferentie van 28 september 2010 werd Kim Jong-il herkozen. Zijn dood op 17 december 2011 maakte een einde aan zijn termijn als secretaris-generaal.
Op 12 april 2012 werd de zoon van Kim Jong-il, Kim Jong-un (c. 1984), tijdens de 4e Partijconferentie gekozen tot eerste secretaris van het Centraal Comité van de CND terwijl zijn overleden vader de titel van eeuwige secretaris-generaal van de CND kreeg toebedeeld.
Tijdens het 8e Congres van de CND op 10 januari 2021 werd Kim Jong-un gekozen tot secretaris-generaal van de CND.

## Lijst van partijleiders
| Secretaris van het Noord-Korea Bureau van de Communistische Partij van Korea 조선공산당 북조선분국 비서        | Secretaris van het Noord-Korea Bureau van de Communistische Partij van Korea 조선공산당 북조선분국 비서 | Secretaris van het Noord-Korea Bureau van de Communistische Partij van Korea 조선공산당 북조선분국 비서 | Secretaris van het Noord-Korea Bureau van de Communistische Partij van Korea 조선공산당 북조선분국 비서 | Secretaris van het Noord-Korea Bureau van de Communistische Partij van Korea 조선공산당 북조선분국 비서 |
| Secretaris | Secretaris                                                                                              | Aanvang termijn                                                                                         | Einde termijn                                                                                           | Centraal Comité                                                                                         |
| --- | --- | --- | --- | --- |
| | Kim Jong-bom 김용범 1902–1947                                                                           | 13 oktober 1945                                                                                         | 18 december 1945                                                                                        | Uitvoerend Comité (1945–1946)                                                                           |
| | Kim Il-sung 김일성 1912–1994                                                                            | 18 december 1945                                                                                        | 10 april 1946                                                                                           | Uitvoerend Comité (1945–1946)                                                                           |
| Voorzitter van het Centraal Comité van de Communistische Partij van Noord-Korea 북조선공산당 중앙위원회 위원장 | | | | |
| Voorzitter | Voorzitter                                                                                              | Aanvang termijn                                                                                         | Einde termijn                                                                                           | Centraal Comité                                                                                         |
| | Kim Il-sung 김일성 1912–1994                                                                            | 10 april 1946                                                                                           | 30 augustus 1946                                                                                        | Centraal Comité (1946)                                                                                  |
| Voorzitter van het Centraal Comité van de Noord-Koreaanse Arbeiderspartij 북조선로동당 중앙위원회 위원장       | | | | |
| Voorzitter | Voorzitter                                                                                              | Aanvang termijn                                                                                         | Einde termijn                                                                                           | Centraal Comité                                                                                         |
| | Kim Tu-bong 김두봉 1889–1958                                                                            | 30 augustus 1946                                                                                        | 24 juni 1949                                                                                            | 1e Centraal Comité (1946–1949)                                                                          |
| 2e Centraal Comité (1949–1956)                                                                                 | Kim Tu-bong 김두봉 1889–1958                                                                            | 30 augustus 1946                                                                                        | 24 juni 1949                                                                                            | |
| Voorzitter van het Centraal Comité van de Koreaanse Arbeiderspartij 조선로동당 중앙위원회 위원장               | | | | |
| Voorzitter | Voorzitter                                                                                              | Took office                                                                                             | Left office                                                                                             | Centraal Comité                                                                                         |
| | Kim Il-sung 김일성 1912–1994                                                                            | 24 juni 1949                                                                                            | 12 oktober 1966                                                                                         | 2e Centraal Comité (1949–1956)                                                                          |
| 3e Centraal Comité (1956–1961)                                                                                 | Kim Il-sung 김일성 1912–1994                                                                            | 24 juni 1949                                                                                            | 12 oktober 1966                                                                                         | |
| 4e Centraal Comité (1961–1970)                                                                                 | Kim Il-sung 김일성 1912–1994                                                                            | 24 juni 1949                                                                                            | 12 oktober 1966                                                                                         | |
| Secretaris-generaal van het Centraal Comité van de Koreaanse Arbeiderspartij 조선로동당 중앙위원회 총비서      | | | | |
| Secretaris-generaal                                                                                            | Secretaris-generaal                                                                                     | Aanvang termijn                                                                                         | Einde termijn                                                                                           | Centraal Comité                                                                                         |
| | Kim Il-sung 김일성 1912–1994                                                                            | 12 oktober 1966                                                                                         | 8 juli 1994                                                                                             | 4e Centraal Comité (1961–1970)                                                                          |
| 5e Centraal Comité (1970–1980)                                                                                 | Kim Il-sung 김일성 1912–1994                                                                            | 12 oktober 1966                                                                                         | 8 juli 1994                                                                                             | |
| 6e Centraal Comité (1980–2016)                                                                                 | Kim Il-sung 김일성 1912–1994                                                                            | 12 oktober 1966                                                                                         | 8 juli 1994                                                                                             | |
| Vacant (8 juli 1994–8 oktober 1997)                                                                            | | | | |
| Secretaris-generaal van de Koreaanse Arbeiderspartij 조선로동당 총비서                                         | | | | |
| Secretaris-generaal                                                                                            | Secretaris-generaal                                                                                     | Aanvang termijn                                                                                         | Einde termijn                                                                                           | Centraal Comité                                                                                         |
| | Kim Jong-il 김정일 1941–2011                                                                            | 8 oktober 1997                                                                                          | 17 december 2011                                                                                        | 6e Centraal Comité (1980–2016)                                                                          |
| Vacant (17 december 2011–11 april 2012)                                                                        | | | | 6e Centraal Comité (1980–2016)                                                                          |
| Eerste secretaris van de Koreaanse Arbeiderspartij 조선로동당 제1비서                                          | | | | |
| Eerste secretaris                                                                                              | Eerste secretaris                                                                                       | Aanvang termijn                                                                                         | Einde termijn                                                                                           | Centraal Comité                                                                                         |
| | Kim Jong-un 김정은 c. 1984                                                                              | 11 april 2012                                                                                           | 9 mei 2016                                                                                              | 6e Centraal Comité (1980–2016)                                                                          |
| Voorzitter van de Koreaanse Arbeiderspartij 조선로동당 위원장                                                  | | | | |
| Voorzitter | Voorzitter                                                                                              | Aanvang termijn                                                                                         | Einde termijn                                                                                           | Centraal Comité                                                                                         |
| | Kim Jong-un 김정은 c. 1984                                                                              | 9 mei 2016                                                                                              | 10 januari 2021                                                                                         | 7e Centraal Comité (2016–2021)                                                                          |
| Secretaris-generaal van de Koreaanse Arbeiderspartij 조선로동당 총비서                                         | | | | |
| Secretaris-generaal                                                                                            | Secretaris-generaal                                                                                     | Aanvang termijn                                                                                         | Einde termijn                                                                                           | Centraal Comité                                                                                         |
| | Kim Jong-un 김정은 c. 1984                                                                              | 10 januari 2021                                                                                         | Heden                                                                                                   | 8e Centraal Comité (2021–heden)                                                                         |

## Verwijzingen
Juche · Sŏn’gun ·
Congres (8e Congres) · Centraal Comité (8e Centraal Comité) · Secretariaat · Centrale Militaire Commissie · Centrale Controle Commissie · Politbureau (8e Politbureau) ·
Presidium van het Politbureau van de Koreaanse Arbeiderspartij (Leden) · Secretaris-generaal van de Koreaanse Arbeiderspartij (Lijst)